# Novi Glog (Chorwacja)
Novi Glog – wieś w Chorwacji, w żupanii kopriwnicko-kriżewczyńskiej, w gminie Sveti Ivan Žabno. W 2011 roku liczyła 144 mieszkańców.